# Niederbipp
Niederbipp est une commune suisse du canton de Berne, située dans l'arrondissement administratif de Haute-Argovie.

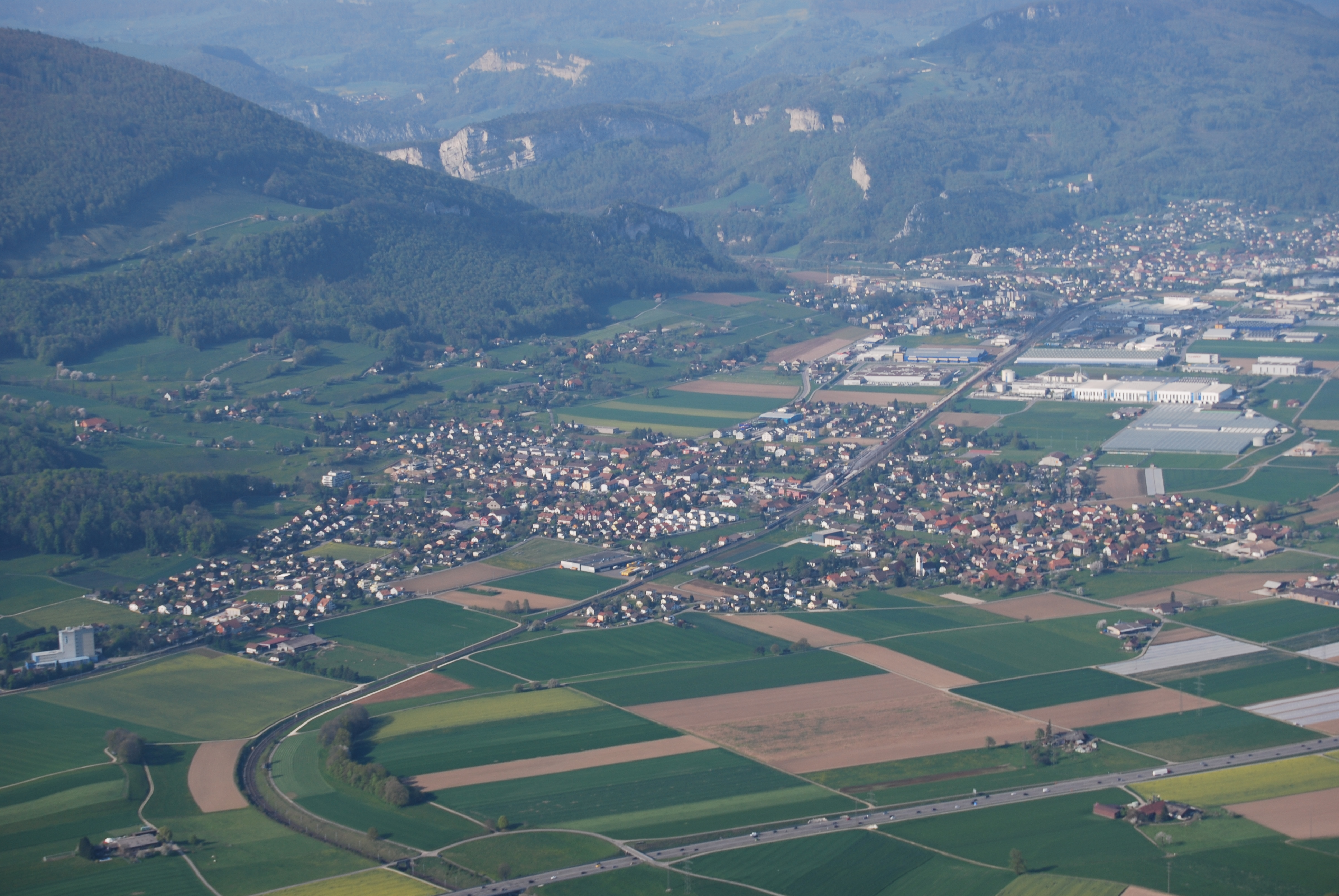
Niederbipp.

Photo aérienne par Walter Mittelholzer (1925)